# Església de la Madeleine
L'església de la Madeleine és a la plaça de la Madeleine al 8è districte de París. Constitueix un dels millors exemples de l'estil neoclàssic en arquitectura. La construcció es va prolongar durant 85 anys per mor dels trastorns polítics de França al final del segle xviii i al començament del segle xix. Els canvis polítics de l'època en van fer modificar moltes vegades la destinació i els plans.

## Context
Els revolucionaris francesos van prendre com a model els antics valors de Grècia i Roma per enderrocar la fastuositat del rococó, l'art dels salons aristocràtics. Era, doncs, la reacció profunda contra la frivolitat de l'art i la moral de principis de segle. A l'època napoleònica, l'art neoclàssic va prendre un tret molt més classicista en el que anomenem estil imperial. Napoleó, amb aquest retorn a l'antiguitat de llenguatge racionalista, ordenat i geomètric, transmetia ideals de justícia, honor i patriotisme. L'època de Napoleó fou la més fecunda fent construccions classicistes i es fa evident la intenció d'identificar Napoleó amb els emperadors romans. Posteriorment, al segle xix, la crisi religiosa, les revolucions liberals i econòmiques van suposar el triomf del Romanticisme com a resposta a la reacció burgesa que havia originat el neoclassicisme. Els arquitectes neoclàssics sabien que un nou ordre social exigia un nou ordre de la ciutat, i tots els seus projectes es van inscriure en un pla de reforma urbanística. La nova ciutat havia de tenir, com l'antiga, els seus monuments, però l'arquitecte havia de preocupar-se també del desenvolupament social i funcional. Es van construir esglésies a la manera dels temples clàssics, però també escoles, museus, hospitals, mercats, duanes, ports, carrers, places. Els escultors i els pintors treballaven per embellir la ciutat: estàtues, ornaments, grans representacions històriques van servir d'exemple als ciutadans.

## Història
L'any 1761, Pierre Contant d'Ivry va iniciar un projecte per l'església de la Madeleine, que després de la seva mort l'any 1777 fou entomat per G.-M. Couture que, entre d'altres detalls, preveia la construcció d'un peristil clàssic al voltant del temple. Tanmateix, l'any 1806 es va convocar un concurs de projectes per a aquesta construcció, i Napoleó va acabar escollint el projecte presentat per Pierre Vignon, que proposava construir un temple corinti, aixecat sobre un podi, i que no estava entre els projectes premiats.
Les obres van començar el 1807 i es van allargar fins 1845, ja en temps de Lluís Felip I de França: J.-J.-M. Huvé va substituir Vignon al capdavant dels treballs l'any 1829. Vignon va destruir una construcció anterior atribuïda a Pierre Constant d'Ivry que a l'època revolucionària havia estat considerat el temple de la Revolució i havia tingut una localització preferent al costat de la Place de la Concorde, on havien estat guillotinats la reina Maria Antonieta i el seu espòs Lluís XVI.

## Anàlisi formal

### Espai exterior
El projecte de Vignon està clarament inspirat en el classicisme: es tracta d'un temple octàstil, perípter i a la façana principal presenta una doble fila de columnes corínties. El temple només és accessible per la gran escalinata de la façana principal, una escala de 28 graons que presideix l'accés al temple. Les columnes d'ordre corinti d'uns vint metres d'alçada, tenen base, fust estriat i capitell amb fulles d'acant. Tot el conjunt està elevat sobre un pòdium de 7 m d'alçada. Les cinquanta-dues columnes del conjunt remarquen l'estil neoclàssic.
L'entaulament corona l'edifici amb una coberta a dues aigües i, sobre la nau, una estructura voltada configurada per tres trams quadrats és embellida amb tres cúpules sobre petxines. El fris i els frontons tenen esculpides escenes religioses. Destaca el frontispici de la façana principal, el qual mostra una representació del judici final, obra de l'escultor Henri Lemaire (1798-1880), acabat el 1833. Una porta de bronze amb baixos relleus inspirats en els deu manaments ens condueix a l'interior. El joc racional de línies verticals de les columnes amb l'horitzontalitat de l'entaulament configura en l'edifici un equilibri grandiloqüent. Així, l'aspecte exterior és el d'un gran temple clàssic que combina solucions gregues (columnata) i romanes (pòdium, escalinata només a una façana).

### Espai interior
Interiorment, és una enorme i fosca cel·la decorada amb marbre, daurats i escultures. Al final d'aquesta llarga nau voltada amb cúpules sobre petxines, localitzem un absis decorat amb un fresc on Crist i la Madeleine són acompanyats per personalitats històriques del temps de Napoleó.
L'espai interior és de planta rectangular d'una sola nau elevada. Es divideix en tres trams coberts amb volta esfèrica sostinguda sobre grans columnes corínties i rematats per un absis semicircular. L'obra evoca un gegantesc panteó, més similar a unes termes romanes que a la tradicional disposició d'una església. En destaca la foscor, un tenebrisme que no és buscat, sinó la conseqüència de substituir les obertures laterals previstes per frescos representatius de la vida de Maria Magdalena.

### Entorn i integració urbanística
La Madeleine està situada a pocs metres de la plaça de la Concorde presidida pel gran obelisc de Luxor, que arran de la Revolució francesa va substituir la imatge de Lluís XVI. La perspectiva de la façana, des de la Concorde o la rue Royale, és especialment destacable perquè queda emmarcada entre dos edificis amb columnates, obra de Jacques-Ange Gabriel (1698-1782) i, des de l'escalinata podem veure a l'altre costat del riu el palau Bourbon, avui seu de l'Assemblea Nacional, amb un frontispici semblant al de la Madeleine. D'aquesta manera, l'eix queda emmarcat per les façanes de dos temples, l'un de civil i l'altre, des del 1842, religiós. Avui el conjunt no es pot entendre sense considerar la planificació urbana de Haussman, encarregada per Napoleó III quan les necessitats d'expansió urbana i de control de la població van suposar la transformació de la ciutat medieval en una ciutat moderna.

## Funció
Originàriament el projecte de Vignon, sota la connivència de Napoleó Bonaparte, tenia una funció commemorativa, enaltidora dels exèrcits francesos. Napoleó va posar l'art al seu servei, tal com ho feien els emperadors romans per tal de justificar i legitimar el seu poder. Les imponents columnes, així com el seu monumental aspecte exterior, són un bon exemple per a confirmar el deix enlluernador de Napoleó a l'hora de crear un temple en honor del seu exèrcit. Quant al paper de l'arquitecte, sens dubte és el mateix que establiren els arquitectes romans amb llurs emperadors; s'ha de pensar, per tant, que P. Vignon va treballar per glorificar l'Imperi napoleònic.
A partir de 1842, quan l'ús cívic es va traslladar a l'arc de Triomf, va rebre una funció religiosa, com a església dedicada a Maria Magdalena. Els alts relleus del frontó representen el judici final. Al centre, hi veiem Crist entre dos àngels. A la dreta, l'arcàngel sant Miquel vencedor dels condemnats representats pels vicis. A l'altre costat, es representa Maria Magdalena com a dona pecadora que s'ha penedit amb la intervenció de Crist. Aquesta imatge fou criticada per la seva «indumentària impúdica», segons els contemporanis. La imatge de la santa també presideix el retaule major, amb la representació de la seva assumpció al cel, obra de Maroccheti entre 1835-1857.

## Models i influències
El neoclassicisme té com a referències directes el món clàssic grecoromà. Vignon es va inspirar en la Maison Carrée de Nimes, obra d'estil romà imperial de l'any 16 aC, malgrat dos canvis significatius, com són les seves dimensions monumentals, i que el pòrtic és octàstil en lloc d'hexàstil. Aquesta tipologia de temple, sobretot en els pòrtics, és una constant en moltes obres neoclàssiques, com el pòrtic hexàstil del panteó de París, obra de Jacques Germain Soufflot, anterior en el temps (1757-1790), o el de la gliptoteca de Múnic (1815-1830), obra de Leo von Klenze, amb pòrtic octàstil i ordre jònic. Es pot parlar parlar d'eclecticisme en la mida que aquest edifici té unes proporcions molt monumentals, no respecta l'escala humana a la manera clàssica i està realitzat amb tècniques i mitjans propis del segle xix, ben allunyats dels sistemes constructius clàssics. Igualment, la síntesi de les formes gregues i romanes ens apropa també a l'estètica eclèctica tan utilitzada en la urbanització propiciada des dels estats per embellir les ciutats durant el segle xix.